# 第44回選抜高等学校野球大会
第44回選抜高等学校野球大会（だい44かいせんばつこうとうがっこうやきゅうたいかい）は、1972年3月27日から4月7日までの11日間にわたって阪神甲子園球場で行われた選抜高等学校野球大会である。

## 概要
今大会より片耳の打者ヘルメットの着用が義務化される。
決勝戦は1948年（第20回）以来となる同一都道府県による対戦（日本大学系列校同士の対戦も初）となった。

## 出場校
北海道
- 苫小牧工（北海道、13年ぶり3回目）

東北
- 専大北上（岩手、初出場）
- 東北（宮城、2年ぶり3回目）

関東
- 取手一（茨城、初出場）
- 銚子商（千葉、3年ぶり4回目）

東京
- 日大三（東京、3年連続11回目）
- 日大桜丘（東京、初出場）

北信越
- 松商学園（長野、13年ぶり12回目）
- 福井商（福井、2年連続2回目）

中部
- 静岡商（静岡、17年ぶり4回目）
- 成章（愛知、初出場）

近畿
- 花園（京都、初出場）
- 奈良工（奈良、初出場）
- 箕島（和歌山、2年ぶり3回目）
- PL学園（大阪、6年ぶり5回目）
- 大鉄（大阪、2年連続4回目）
- 市神港（兵庫、4年ぶり8回目）

中国
- 倉敷工（岡山、4年ぶり7回目）
- 鳥取工（鳥取、初出場）
- 松江商（島根、11年ぶり5回目）

四国
- 今治西（愛媛、4年ぶり2回目）
- 高知商（高知、4年ぶり8回目）
- 高知（高知、2年連続6回目）

九州
- 戸畑商（福岡、2年連続2回目）
- 諫早（長崎、初出場）
- 鹿児島実（鹿児島、初出場）
- 名護（沖縄、初出場）

## 試合結果

### 1回戦
3月27日
- 松江商 3－1 名護
- 高知商 2－1 松商学園
- PL学園 2－0 苫小牧工

3月28日
- 今治西 4－3 静岡商
- 倉敷工 2－1 箕島
- 専大北上 1－0 花園
- 日大三 16－0 戸畑商

3月29日
- 市神港 2－1 鳥取工
- 福井商 3x－2 高知
- 銚子商 2－1 大鉄

3月31日
- 鹿児島実 3－0 取手一

### 2回戦
- 東北 3－0 奈良工
- 諫早 5－3 成章

4月1日
- 日大桜丘 6－0 松江商
- 高知商 3－1 PL学園
- 倉敷工 3－1 今治西

4月2日
- 日大三 4－1 専大北上
- 市神港 6－5 福井商
- 銚子商 3－2 鹿児島実

### 準々決勝
4月3日
- 日大桜丘 3－1 高知商
- 東北 5－1 倉敷工
- 日大三 9－0 諫早
- 銚子商 13－3 市神港

### 準決勝
4月4日
- 日大桜丘 3x－2 東北

4月5日
- 日大三 5－3 銚子商

### 決勝
4月7日
|          | 1 | 2 | 3 | 4 | 5 | 6 | 7 | 8 | 9 | R | H | E |
| -------- | - | - | - | - | - | - | - | - | - | - | - | - |
| 日大桜丘 | 0 | 1 | 0 | 1 | 0 | 0 | 0 | 2 | 1 | 5 | 7 | 0 |
| 日大三   | 0 | 0 | 0 | 0 | 0 | 0 | 0 | 0 | 0 | 0 | 2 | 0 |

1. （桜）：仲根 - 常田
2. （三）：小曽根、待井 - 小杉、巻
3. 審判
［球審］郷司
［塁審］中西・三輪・鈴木
4. 試合時間：2時間15分

| 日大桜丘 | 日大桜丘 | 日大桜丘        |
| 打順     | 守備     | 選手            |
| -------- | -------- | --------------- |
| 1        | [三]     | 細田初雄（3年） |
| 2        | [左]     | 井坂英夫（3年） |
| 3        | [中]     | 青木孝文（3年） |
| 4        | [捕]     | 常田昭夫（3年） |
| 5        | [一]     | 高橋将博（3年） |
| 6        | [投]     | 仲根正広（3年） |
| 7        | [右]     | 上野嘉郎（3年） |
| 8        | [遊]     | 川端康雄（2年） |
| 9        | [二]     | 柘植美之（3年） |

| 日大三 | 日大三 | 日大三            |
| 打順   | 守備   | 選手              |
| ------ | ------ | ----------------- |
| 1      | [右]   | 中橋俊彦（3年）   |
| 2      | [二]   | 羽田悦郎（3年）   |
| 3      | [中投] | 待井昇（3年）     |
| 4      | [遊]   | 吉澤俊幸（3年）   |
| 5      | [一]   | 羽生津彰夫（3年） |
| 6      | [三]   | 小池栄造（3年）   |
| 7      | [左]   | 大山正成（3年）   |
| 8      | [捕]   | 小杉治（2年）     |
|        | 打中   | 大野照男（2年）   |
| 9      | [投]   | 小曽根修治（3年） |
|        | 打中   | 柳澤敏夫（3年）   |
|        | 捕     | 巻輝良（3年）     |

## 大会本塁打
- 第1号：楮原英俊（鳥取工）
- 第2号：吉丸時典（鹿児島実）
- 第3号：水江龍（市神港）
- 第4号：庄司茂（東北）
- 第5号：根本隆（銚子商）

## その他の主な出場選手
- 青柳公也（取手一）
- 須藤聡明（取手一）
- 斉藤明夫（花園）
- 本田勤（花園）
- 岩木哲（大鉄）
- 小川一夫（戸畑商）
- 城間盛雅（名護）